# Don Eddy
Don Eddy (* 4. November 1944 in Long Beach, Kalifornien) ist ein US-amerikanischer Maler, der vor allem durch seine Gemälde aus den 1970er Jahren im hyperrealistischen Stil bekannt ist.

## Leben und Werk
Don Eddy studierte von 1965 bis 1970 am Fullerton Junior College in Kalifornien, an der University of Hawaii in Honolulu und der University of California in Santa Barbara. 1968 hatte er seine erste Einzelausstellung in der Kranin Gallery in Honolulu. Seit 1972 ist Eddy Dozent an der University of California und der New York University. Im gleichen Jahr war er Teilnehmer der documenta 5 in Kassel, 1977 nahm er auch an der documenta 6 teil.
Eddy malt im hyperrealistischen Stil nach fotografischen Vorlagen, wobei er vor allem für seine Bilder von Autodetails wie Chromstoßstangen, -felgen und Motorhauben mit Spiegelungen sowie für urbane Darstellungen bekannt ist. Seit den 1970er Jahren malte er zudem Fensterbilder, durch die er Konsumgüter mit der städtischen Umwelt verbinden kann. In seinen moderneren Werken steht allerdings nicht mehr der Realismus, sondern die Metaphysik im Vordergrund.